# Marcusenius
Marcusenius är ett släkte av fiskar. Marcusenius ingår i familjen Mormyridae.

## Dottertaxa tillMarcusenius, i alfabetisk ordning[1]
- Marcusenius abadii
- Marcusenius altisambesi
- Marcusenius angolensis
- Marcusenius annamariae
- Marcusenius bentleyi
- Marcusenius brucii
- Marcusenius cuangoanus
- Marcusenius cyprinoides
- Marcusenius deboensis
- Marcusenius devosi
- Marcusenius dundoensis
- Marcusenius friteli
- Marcusenius furcidens
- Marcusenius fuscus
- Marcusenius ghesquierei
- Marcusenius greshoffii
- Marcusenius intermedius
- Marcusenius kainjii
- Marcusenius kutuensis
- Marcusenius leopoldianus
- Marcusenius livingstonii
- Marcusenius macrolepidotus
- Marcusenius macrophthalmus
- Marcusenius mento
- Marcusenius meronai
- Marcusenius monteiri
- Marcusenius moorii
- Marcusenius ntemensis
- Marcusenius nyasensis
- Marcusenius pongolensis
- Marcusenius rheni
- Marcusenius sanagaensis
- Marcusenius schilthuisiae
- Marcusenius senegalensis
- Marcusenius stanleyanus
- Marcusenius thomasi
- Marcusenius ussheri
- Marcusenius victoriae